# Lijst van steden van het oude Egypte
Dit is een lijst van steden van het oude Egypte. In elke tabel wordt de Oudegyptische naam, Oudgriekse, Latijnse en moderne naam genoemd van de stad met enkele opmerkingen erbij. De steden van Neder- en Opper-Egypte worden op volgorde van nome-nummer gesorteerd, de rest wordt gegroepeerd op district.

## Neder-Egypte
Deze lijst staat op volgorde van de nomen, de traditionele districten in het oude Egypte; de nummering loopt kriskras door Neder-Egypte heen.
| Nomos nummer | Oudegyptische naam                                 | Griekse naam                                                         | Latijnse naam                                 | Moderne naam                    | Opmerkingen |
| ------------ | -------------------------------------------------- | -------------------------------------------------------------------- | --------------------------------------------- | ------------------------------- | --- |
| 1            | Mennefer, Ineboe-hedj, Hoet-ka-Ptah                | Μέμφις, Memphis                                                      | Memphis                                       | Mit Rahina                      | Cultuscentrum van Ptah; tempel van Ptah, Sechmet en Nefertem; hoofdstad van Egypte tijdens het Oude Rijk. Hebreeuws (Bijbel): Nof. |
| 2            | Chem                                               | Λητοῦς Πόλις, Letopolis                                              | Letus                                         | Ausim                           | Cultuscentrum van Chenty-irty of Chenty-chem, een vorm van Horus; hoofdstad van de 2e nome.                                        |
| 3            | Per-Hathor-nebet-Mefkat                            | Τερενουθις, Terenouthis                                              | Terenuthis                                    | Tarrana, Kom Abu Billo          | Cultuscentrum van Renenoetet; tempel van Renenoetet-Hathor, genoemd "vrouwe van het turkoois".                                     |
| 3            | Imoe, Yamoe                                        | Μώμεμφις, Momemphis                                                  | onbekend                                      | Kom el-Hisn                     | Hoofdstad van de 3e nome; tempel van Sechmet-Hathor.                                                                               |
| 3            | Per-Osiris                                         | Ταποσιρις, Taposiris Megale                                          | Taposiris Magna of Tapostri                   | Abusir                          | Tempel van Osiris; mogelijk graf van Alexander de Grote.                                                                           |
| 3            | Ra-qed                                             | Rhakotis; ̉Αλεξάνδρεια, Alexandreia                                   | Alexandria (ad Aegyptum)                      | el-Iskanderiya, Alexandrië      | Hoofdstad van Egypte tijdens de Grieks-Romeinse periode; cultuscentrum van Serapis.                                                |
| 3            | Chito                                              | Βολβιτίνη, Bolbitine                                                 | Bolbitinum                                    | Rosetta of Rashid               | Vindplek van de Steen van Rosetta.                                                                                                 |
| 4            | onbekend (Pasjati?)                                | Nikiou                                                               | Nicius                                        | Zawyet Razin                    | Hoofdstad van de 4e nome; Griekse stad.                                                                                            |
| 5            | Saoe of Hoet-bit                                   | Σάϊς, Saïs                                                           | Sais                                          | Sa el-Hagar                     | Hoofdstad van de 5e nome, hoofdstad van Egypte tijdens de 24e en 26e dynastie; tempel van Neith.                                   |
| 6            | Per-Wadjet                                         | Βουτώ, Bouto of Βοῦτος, Boutos                                       | Buto of Butos                                 | Tell el-Fara'un                 | Tempel van Wadjit. |
| 6            | Chasoet of Chaset                                  | Ξόις, Xois                                                           | Xois                                          | Sakha                           | Hoofdstad van Egypte tijdens de Eerste Tussenperiode.                                                                              |
| 7            | (Pa-)Demi-en-Hor                                   | Ἑρμοῦ πόλις μικρά, Hermopolis Mikra                                  | Hermopolis Parva                              | Damanhur                        | Hoofdstad van de 7e nome; tempel van Horus.                                                                                        |
| 7            | Najoe-keredj of Baded                              | Ναύκρατις, Naukratis                                                 | Naucratis                                     | Kom Gajef                       | Stad van de Griekse kolonisten in Egypte; Aphrodite, Hera, Apollo en Amon.                                                         |
| 7            | Oea-imenet                                         | Μετηλις, Metelis of Βηχις, Bechis                                    | Metilis                                       | Tell el-Nigili                  | Grieks-Romeinse stad. |
| 7            | Pegaoeat                                           | Κάνωπος, Kanopos of Κάνωβος, Kanobos                                 | Canopus                                       | (nabij) Abu-Qir                 | Verzonken havenstad, precieze plaats is onbekend; tempel van Osiris.                                                               |
| 7            | onbekend (Moet-netjer?)                            | Μενουθις, Menouthis                                                  | onbekend                                      | (nabij) Abu-Qir                 | Verzonken havenstad. |
| 7            | Ta-henet                                           | Θῶνις, Thonis of Ἡράκλειον, Herakleion                               | Heracleion                                    | (nabij) Abu-Qir                 | Verzonken havenstad. |
| 8            | Per-Atoem of Tjekoe                                | Ἡρώωπόλις, Heroöpolis of Αἷμος, Haimos                               | Hero of Ero                                   | Tell el-Maskhuta                | Tempel van Atoem. Hebreeuws (Bijbel): Pithom.                                                                                      |
| 9            | Per-Oesir of Djedet                                | Βούσιρις, Bousiris                                                   | Busiris                                       | Abu Sir Bana                    | Belangrijk cultuscentrum van Osiris.                                                                                               |
| 10           | Hoet-hery-ib                                       | Ἄθλιβις, Athribis                                                    | Athribis                                      | Tell Atrib                      | Cultuscentrum van Repyt. |
| 11           | Ta-remoe                                           | Λεόντων πόλις, Leontopolis of Λεοντώ, Leonto                         | Leontos oppidum                               | Tell el-Muqdam                  | Tempel van Miysis en Bastet. |
| 11           | Sjedenoe of Per-Hor-Merty                          | Φαρβαιθος, Pharbaithos                                               | Pharbaethus                                   | Horbeit                         | Tempel van Horus. |
| 12           | Ibnetjer of Tjeb-(en-)netjer                       | Σεβέννυτος, Sebennytos                                               | Sedenito                                      | Samanud                         | Hoofdstad van de 12e nome; handelsstad; geboortestad van Manetho.                                                                  |
| 12           | onbekend                                           | Ἐλεαρχία, Elearchia                                                  | Heliarchia                                    | onbekend                        | Grieks-Romeinse stad. |
| 12           | onbekend                                           | Παχνεμουνις, Pachnemounis                                            | Pachnemunis                                   | Kom el-Khanziri                 | Grieks-Romeinse stad. |
| 13           | Ioenoe                                             | Ἡλιούπολις, Heliopolis                                               | Heliopolis (in Augustamnica) of Solis Oppidum | Tel Hisn                        | Hoofdstad van de 13e nome; cultuscentrum van Ra, of Re-horachte. Hebreeuws (Bijbel): On.                                           |
| 14           | Tjaroe                                             | Σελη, Sele                                                           | Sile of Selle                                 | Tell Abu Seifa                  | Vestingstad op de Weg van Horus; hoofdstad van de 14e nome.                                                                        |
| 14           | Per-ir-Imen                                        | Πηλούσιον, Pelousion                                                 | Pelusium                                      | Tell el-Farama                  | Vestingstad in het oosten van Egypte.                                                                                              |
| 15           | Oeprehoei of Bah                                   | Ἑρμοῦ πόλις (μικρά), Hermopolis (Mikra)                              | Hermopolis (Parva)                            | Tell el-Naqus                   | Hoofdstad van de 15e nome. |
| 15           | Tamiat                                             | Ταμιαθις, Tamiathis                                                  | Tamiathis                                     | Dumyat, Damietta                | Havenstad. |
| 16           | Djedet                                             | Μενδης, Mendes                                                       | Mendes                                        | Tell el-Ruba                    | Hoofdstad van de 17e nome, hoofdstad van Egypte tijdens de 29e dynastie; tempel van Banebdjedet.                                   |
| 17           | Sema-behdet of Pa-ioe-(en-)Imen (ook: Waset-mehet) | Διὸς πόλις Μικρά, Diospolis Mikra of Διὸς πόλις Κάτω, Diospolis Kato | Diospolis Inferior of Pollamonis(?)           | Tell el-Balamun                 | Niet nader bekend. |
| 18           | Per-Bastet                                         | Βούβαστις, Boubastis of Βούβαστος, Boubastos                         | Bubastis                                      | Tell Basta                      | Tempel van Bastet. |
| 19           | Djanet                                             | Τάνις, Tanis                                                         | Tanis                                         | San el-Hagar                    | Hoofdstad van Egypte tijdens de 21e dynastie; tempel van Amon, Moet en Chonsoe. Hebreeuws (Bijbel): Soan of Zoan.                  |
| 19           | Hoet-Oearet                                        | Αὔαρις, Avaris                                                       | Avaris                                        | Tell el-Dab'a                   | Hoofdstad van Egypte tijdens de 14e en 15e dynastie.                                                                               |
| 19           | Per-Ra-mes-soe                                     | onbekend                                                             | onbekend                                      | Pi-Ramesse of Pi-Ramses, Qantir | Hoofdstad van Egypte tijdens de 19e en 20e dynastie; stad van Ramses II. Hebreeuws (Bijbel): Ramesses.                             |
| 20           | Per-Sopdoe                                         | onbekend                                                             | onbekend                                      | Saft el-Henna                   | Hoofdstad van de 20e nome. |

## Opper-Egypte
Onderstaande tabel met steden van Opper-Egypte, volgt het systeem van de nomen van Egypte: van het zuiden (tegen Nubië, huidig Soedan) naar Midden-Egypte richting Memphis.
| Nomos nr | Oudegyptische naam             | Griekse naam          | Latijnse naam                | Moderne naam         | Opmerkingen                                                                         |
| -------- | ------------------------------ | --------------------- | ---------------------------- | -------------------- | ----------------------------------------------------------------------------------- |
| 1        | Pa-leq of Pa-req               | Philai                | Philae                       | Bilaq of Agilika     | Cultuscentrum van Isis; tempel van Isis.                                            |
| 1        | Pay-ioe-oeab                   | Abatos                | Abatos                       | Bigeh                | Tempel van Chnoem                                                                   |
| 1        | Iboe, Aboe of Iaboe            | Elephantinè           | Elephantis                   | Ghizet Assuan        | Hoofdstad van de 1e nome; fort; tempel van Chnoem, Satet en Anoeket                 |
| 1        | Soen, Soenoe of Soenet         | Syene                 | Syene                        | Assoean              | Cultuscentrum van Soenet                                                            |
| 1        | Noebet                         | Omboi                 | Ombos                        | Kom Ombo             | Cultuscentrum van Sobek; dubbele tempel van Sobek en Haroëris.                      |
| 2        | Behdet                         | Apollonopolites       | Appolonopolis                | Edfu                 | Hoofdstad van de 2e nome; cultuscentrum van Horus van Behdet; tempel van Horus      |
| 3        | Necheb                         | Eleithyiaspolis       | Lucinae Civitas              | El Kab of Elkab      | Cultuscentrum van Nechbet                                                           |
| 3        | Nechen                         | Hierakonpolis         | Theraco?                     | Kom el-Ahmar         | Cultuscentrum van Horus van Nechen;                                                 |
| 3        | Ta-senet                       | Latopolis             | Latopolis                    | Esna                 | Hoofdstad van de 3e nome; tempel van Chnoem, Neith en Heka                          |
| 4        | Per-Hoether of Inerty          | Pathyris              | Veneris Oppidum              | Gebelein             | Tempel van Hathor                                                                   |
| 4        | Ioeny                          | Hermonthis            | Hermunthus                   | Armant               | Cultuscentrum van Montoe; tempel van Montoe                                         |
| 4        | Djerty                         | Touphion              | onbekend                     | Tod                  | Tempel van Montoe                                                                   |
| 4        | Oeaset of Waset                | Thebe                 | Diospolis Megale             | Luxor                | Hoofdstad van Egypte; cultuscentrum van Amon(-Re); tempel van Amon, Moet en Chonsoe |
| 4        | Madoe                          | Kerameia              | Ceramice                     | Nag' el-Madamud      | Tempel van Montoe                                                                   |
| 5        | Noebet                         | Omboi                 | Ombos                        | Naqada               | Cultuscentrum van Seth; tempel van Seth                                             |
| 5        | Ioesjensjen                    | onbekend              | onbekend                     | Khozam               | Niet nader bekend                                                                   |
| 5        | Ges                            | Apollonopolis Mikra   | Vicus Apollonus              | Qus                  | Tempel van Haroëris en Heqet                                                        |
| 5        | Gebtoe                         | Koptos                | Coptos                       | Qift                 | Hoofdstad van de 5e nome; cultuscentrum van Min; tempel van Min                     |
| 5        | Pa-sjy-en-hor                  | Psenhyris             | onbekend                     | Shanhur              | Vertaling: Meer van Horus; niet nader bekend                                        |
| 6        | Ioenet                         | Tentyris              | Tentyra                      | Dendera              | Hoofdstad van de 6e nome; cultuscentrum van Hathor; Tempel van Hathor               |
| 7        | Sesjesj                        | Diospolis Parva       | Diospolis Superior           | Hu                   | Hoofdstad van de 7e nome; cultuscentrum van Bat later die van Hathor                |
| 7        | onbekend                       | Khenoboskion          | onbekend                     | Al-Qasr              | Niet nader bekend                                                                   |
| 8        | Abedjoe                        | Abydos                | Abydus                       | Al-Birba             | Hoofdstuk van de 8e nome; cultuscentrum van Chentiamentioe-Osiris;                  |
| 8        | Tjenoe                         | This                  | Thinis                       | Girga                | Hoofdstad van Egypte tijdens de 1e en 2e dynastie; Anhur werd hier vereerd          |
| 8        | Pa-sy of Ptoelemys             | Ptoelmais Hermeiou    | Ptolemais Hemiu              | El-Mansha            | Grieks-Romeinse stad.                                                               |
| 9        | Ipoe                           | Panopolis of Chemmis  | Pano                         | Akhmim               | Hoofdstad van de 9e nome; tempel van Min, heer van Ipoe of de sterke Horus          |
| 9        | Hoet-Repyt                     | Tripheion of Athribis | onbekend                     | Waninah              | Tempel van Repyt                                                                    |
| 10       | Tjeboe                         | Antaiou Polis         | Antaiopolis                  | Qaw el-Kebir         | Hoofdstad van de 10e nome; cultuscentrum van Nemty                                  |
| 11       | Sjasjotep                      | Hyselis               | Hyselis                      | Rifeh                | Hoofdstad van de 11e nome; tempel van Chnoem                                        |
| 12       | Per-Nemty                      | Hierakon              | onbekend                     | Al-Atawla            | Hoofdstad van de 12e nome; stad van Nemty                                           |
| 13       | Saoety of Zawty                | Lykopolis             | Lykon                        | Assioet              | Hoofdstad van de 13e nome; cultuscentrum van Anubis en Wepwawet                     |
| 14       | Qis                            | Koussai               | Cusae                        | Al-Qusiyyah          | Hoofdstad van de 14e nome; cultuscentrum van Hathor                                 |
| 14       | Achetaten                      | onbekend              | onbekend                     | (Tell el) Amarna     | Cultuscentrum van Aton, hoofdstad van Egypte tijdens de Amarna-periode              |
| 15       | Chemenoe                       | Hermopolis Megalé     | Hermopolis Magna             | El-Ashmunein         | Cultuscentrum van de Ogdoade en Thoth; hoofdstad van de 15e nome;                   |
| 15       | onbekend                       | Antinoou Polis        | Antinoopolis                 | El-Sheikh Ibada      | Cultuscentrum van Antinoo; tempel van Ramses II                                     |
| 16       | Heroer                         | onbekend              | onbekend                     | Hur                  | Hoofdstad van de 16e nome; Tempel van Heqet en Chnoem.                              |
| 16       | Hebenoe                        | Alabastronpolis       | Alabastrum of Alabastron     | Kom el Ahmar         | Grieks-Romeinse stad                                                                |
| 16       | Per-imen-mat-chenti of Dehenet | Akoris                | Acoris                       | Tihna el-Gebel       | Tempel van Amon; handelsstad                                                        |
| 17       | Saka                           | Cynopolis             | Cynopolis                    | El-Kays              | Hoofdstad van de 17e nome; Cultuscentrum van Anubis                                 |
| 18       | Tayoe-Djayet                   | Ankynopolis           | Angiopolis                   | El-Hiba              | Hoofdstad van de 18e nome; tempel van Amon                                          |
| 18       | Hoet-Nesoet                    | onbekend              | onbekend                     | Kom el-Ahwar Sawaris | Vertaald: huis van de koning; niet nader bekend.                                    |
| 19       | Per-Medjed                     | Oxyrhynchus           | Oxyrhynchus                  | El-Bahnasa           | Hoofdstad van de 19e nome; Grieks-Romeinse stad                                     |
| 20       | Henen-nesoet                   | Herakleopolis Magna   | Heracleo of Herculis Oppidum | Ihnasya el-Medina    | Hoofdstad van de 20e nome; cultuscentrum van Herisjef                               |
| 21       | Sjedet                         | Crocodilopolis        | Arsinoë                      | Medinet el-Faiyum    | Hoofdstad van de 21e nome; cultuscentrum van Sobek                                  |
| 22       | Tepihoe                        | Aphroditopolis        | Afrodito                     | Atfih                | Hoofdstad van de 22e nome; cultuscentrum van Hathor;                                |

## Steden elders in Egypte
Dit onderdeel focust op de steden buiten het nome systeem zoals de diverse oases in Egypte.
| Gebied    | Oudegyptische naam       | Griekse naam             | Latijnse naam | Moderne naam        | Opmerkingen                                         |
| --------- | ------------------------ | ------------------------ | ------------- | ------------------- | --------------------------------------------------- |
| Sinaï     | onbekend                 | onbekend                 | onbekend      | Serabit el-Khadim   | Antiek mijnwerkersdorp; tempel van Hathor en Sopdoe |
| Sinaï     | onbekend                 | onbekend                 | onbekend      | Timna               | Mijnwerkersdorp                                     |
| Siwa      | Sechet Imaoe             | Ammonos Hieron           | Hammon        | Siwa                | Tempel van Ammon, orakel                            |
| Siwa      | Djedes of Oehy-mehety    | Oasis Mikra              | Oasis Minor   | Bahariya            | Tempel van Apries en van Alexander de Grote         |
| Fajoem    | Tepten                   | Tebtynis                 | onbekend      | Tell Umm el-Baragat | Grieks dorp; tempel                                 |
| Fajoem    | Noet-Penenet             | Narmouthis               | Narmunthis    | Medinet Madi        | Tempel van Sobek                                    |
| Fajoem    | onbekend                 | Ibion Eikosipentarouron  | onbekend      | Tahanshude          | Grieks-Romeinse stad                                |
| Fajoem    | Pa-gereg-en-taoeret      | Kerkethoeris             | onbekend      | Kom el-Khamsin      | Oud-Egyptische stad                                 |
| Fajoem    | Pa-aoei-en-senet         | Theadelphia              | onbekend      | Batn ihrit          | Tempel van Pnepheros (een vorm van Sobek)           |
| Fajoem    | onbekend                 | Polydeukeia              | onbekend      | Qasr el-Gebali      | Grieks dorp                                         |
| Fajoem    | Pa-gereg-en-djehoeti     | Philagris of Perkhethayt | onbekend      | Hamuli              | Grieks dorp                                         |
| Fajoem    | Pa-demi-en-may           | Dionisias                | Dionysias     | Qasr Qarun          | Tempel van Sobek-Re                                 |
| Fajoem    | Ta-mayt-en-Sobek-neb-Pay | Soknopaiou Nesos         | onbekend      | Dimeh of Dimai      | Tempel van Sobek-neb-pay of Soknopaios              |
| Fajoem    | onbekend                 | Karanis                  | Caranis       | Kom Aushim          | Tempel van Pnepheros en Petesuchos                  |
| Fajoem    | Per-Hapi                 | Neiloupolis              | onbekend      | Tell el-Rusas       | Tempel van Hapi?                                    |
| El-Dakhla | onbekend                 | Trimithis                | Trimitheos    | Arnheidaq           | Grieks-Romeinse stad                                |
| El-Dakhla | onbekend                 | Mesobe                   | onbekend      | onbekend            | Griekse stad                                        |
| El-Dakhla | onbekend                 | Kellis                   | onbekend      | Ismant el-Kharab    | Griekse stad                                        |
| El-Dakhla | Pa-Moet                  | Mothis                   | onbekend      | Mut                 | onbekend                                            |
| El-Kharga | Oehy-resy of Chenemet    | Oasis Megale             | Oasis Maior   | El-Kharga           | Tempel van Psametik III en uit de Perzische periode |
| El-Kharga | Kesj of Gesj             | Kysis                    | onbekend      | Dush                | Romeinse tempel                                     |
| El-Kharga | onbekend                 | Mounesis                 | onbekend      | Chams el-Din        | Niet nader bekend                                   |

## Steden in Nubië
In deze tabel worden alle (Egyptische) steden van Nubië genoemd, op volgorde van Cataract
| Gebied             | Oudegyptische naam      | Griekse naam   | Latijnse naam      | Moderne naam         | Opmerkingen                                                                                       |
| ------------------ | ----------------------- | -------------- | ------------------ | -------------------- | ------------------------------------------------------------------------------------------------- |
| 1e tot 2e Cataract | Ta-hoet, Tebot, Ta-hat  | Parembole      | Parembole          | Dabod                | Tempel van Amon; tegenwoordig in Madrid                                                           |
| 1e tot 2e Cataract | onbekend                | Titis          | Tzitzi             | Qertassi             | Romeinse kiosk gewijd aan Isis-Hathor; tegenwoordig in Nieuw-Kalabsja                             |
| 1e tot 2e Cataract | onbekend                | Taphis         | Tafis              | Taffeh               | Tempel van Isis; sinds 1979 in het Rijksmuseum van Oudheden in Leiden                             |
| 1e tot 2e Cataract | Ta-ames of ta-anemes    | Talmis         | Talmis             | Kalabsha             | Tempel van Amon; van Horus-Mandulis, Isis en Osiris                                               |
| 1e tot 2e Cataract | Ta-hoetedj              | Toutzis        | Tutzis             | Dendur               | Tempel van Peteese en Pihor; sinds 1978 in het Metropolitan Museum of Art in New York             |
| 1e tot 2e Cataract | Per-Selket              | Pselkis        | Pselcis            | El-Dakka             | Tempel van Toth                                                                                   |
| 1e tot 2e Cataract | Baki                    | Contra Pselkis | Contra Pselcis     | Quban                | Tempel van Horus van Baki                                                                         |
| 1e tot 2e Cataract | onbekend                | onbekend       | onbekend           | Amada                | Nubisch dorp, tempel van Amon-re en Re-Horachte                                                   |
| 1e tot 2e Cataract | onbekend                | Primis         | Primi              | Qasr Ibrim           | Verstevigde stad                                                                                  |
| 1e tot 2e Cataract | onbekend                | onbekend       | onbekend           | Ellesiya             | Rotstempel gewijd aan Amon, Horus en Satet; sinds de jaren 1970 in het Egyptisch Museum in Turijn |
| 1e tot 2e Cataract | Adjemet                 | Amouda         | Amuda              | Abu Simbel of Amouda | Tempel van Ramses II                                                                              |
| 1e tot 2e Cataract | Pacherese of Pe-ires    | Pachoora       | Tapros of Phitorga | Faras                | Tempel van Hathor van Ibsjek gebouwd tijdens regering van Toetanchamon                            |
| 1e tot 2e Cataract | Behen of Boehen         | Boon           | Buma               | Buhen                | Versterkte stad, tempel van Isis, Min en Horus van Buhen                                          |
| 2e tot 3e Cataract | Iken                    | onbekend       | onbekend           | Mirgissa             | Tempel van Hathor                                                                                 |
| 3e tot 4e Cataract | onbekend                | onbekend       | onbekend           | Kerma of Doukki Gel  | Hoofdstad van het Rijk van Kerma                                                                  |
| 3e tot 4e Cataract | Chenem-Waset            | Primis Megale  | Pidibotae          | Amara West           | Stad uit de 19e Dynastie                                                                          |
| 3e tot 4e Cataract | Hoetty                  | onbekend       | Noa of Citior      | Sedeinga             | Tempel van Tiye als Hathor                                                                        |
| 3e tot 4e Cataract | Mennoe-chai-em-maat     | onbekend       | onbekend           | Soleb                | Tempel van Amon-Re door Amenhotep III                                                             |
| 3e tot 4e Cataract | onbekend                | onbekend       | onbekend           | Sesebi               | Tempel van Aton, Amon, Moet en Chonsoe                                                            |
| 3e tot 4e Cataract | Per-gem-aten            | onbekend       | Patigga of Pitara  | Kawa                 | Tempel van Amon (van Nubië) door diverse koningen uit Egypte, Napata en Meroë                     |
| 3e tot 4e Cataract | Nepet of Sema-Chasetioe | Napata         | Napata             | Gebel Barkal         | Diverse tempels gewijd aan Amon van Nubië, hoofdstad van het rijk van Napata                      |
| 5e tot 6e Cataract | Meroe of Meloea         | Meroë          | Meroë              | Begrawiya            | Hoofdstad van het rijk van Meroë; tempel van Amon.                                                |
| 5e tot 6e Cataract | Iribikeroeb             | onbekend       | Araba              | Wad Ban Naga         | onbekend                                                                                          |